# Стрелковский шпалозавод
Стрелковский шпалозавод (затем Стрелковская лесоперевалочная база). До распада СССР завод был вторым по количеству производимой продукции в стране. Находится в Красноярском крае город Лесосибирск, посёлок Стрелка.

## История
Стрелковская лесоперевалочная база — дочернее предприятие Ен СПК. Стрелковский шпалозавод начал строиться в 1951 году как двухстанковый шпалорезной цех Ен СПК, где сплавщики леса должны были работать зимой. Весной 1952 года был установлен станок, который работал от трактора. Шпальная вырезка шла на строительство шпалоцеха № 1 на 2 станка. Одновременно строилась электростанция. Осенью 1952 года первый шпалоцех начал работать.
В 1954 году были поставлены еще 2 станка. А в 1955 г. введен шпалоцех № 2 на 4 станка.
В процессе своего развития шпалозавод вырос в мощное стабильное самостоятельное предприятие — Стрелковскую лесоперевалочную базу (ЛПБ). Здесь работают 3 шпалопильных цеха, тарный, столярный, электроцех, ремонтно-механический цех, дизельная электростанция и др. подсобные цеха. В производственном процессе используется современная техника: электролебедки, транспортеры, шпалорезные станки, торцовочные оправочные станки, автопогрузчики, мощные подъемные краны.
Стрелковский шпалозавод занимал 2-е место в СССР по выпуску шпалопродукции. В 1970 году он произвёл 1608 тысяч шпал, а в 1980 году 2064,5 тысяч шпал. Такое количество выпущенной продукции позволило уложить (при эпюре укладки шпал 1800 на км пути) — 893 и 1146 км пути. Завод поставлял свою продукцию не только для нужд МПС СССР, но и в Испанию, Великобританию, Польшу, ГДР, на Кубу. В период строительства Байкало-Амурской магистрали продукция завода шла на новую магистраль.
Росла мощность предприятия. Если в 1970 году было напилено 1 608 071 шт. шпал, то в 1980 году 2 064 500 шт. шпал. За X пятилетку выпущено 10 550 000 шпал.
Окончательно прекратил своё существование в конце 1990-х годов.
Сейчас всё в запустении, в ноябре 2014 года были разобраны и проданы на металлом многочисленные краны. Цеха обрушились в 2013—2014 годах. На территории бывшего завода находятся хлебозавод (бывш. столовая № 2), авторемонтная мастерская и автогараж.